# Lista vicepreședinților de state din anul 2025
Lista vicepreședinților în anul 2025 se bazează pe Lista statelor lumii și pe Lista de teritorii dependente, așa cum sunt ele cunoscute de la 1 ianuarie până la 31 decembrie 2025.
Gruparea acestora s-a făcut pe baza statutului entității pe care o reprezintă după cum urmează State independente recunoscute cvasigeneral, State independente recunoscute parțial de comunitatea internațională, State independente nerecunoscute, Teritorii nesuverane și Guverne alternative și / sau în exil. Vicepreședintele (numele oficial al funcției poate diferi de la stat la stat conform uzanțelor naționale) este personalitatea politică a cărui primă funcție este de a înlocui președintele atunci când acesta este absent, demisionat, decedat sau nu este disponibil pentru a-și îndeplini atribuțiile indiferent din ce motiv. Pot avea vicepreședinți și teritoriile autonome dependente.

## State independente recunoscute cvasigeneral
| Statul                     | Funcția                                                                                 | Numele                                                                         | Începând cu        |
| -------------------------- | --------------------------------------------------------------------------------------- | ------------------------------------------------------------------------------ | ------------------ |
| Afganistan                 | Prim conducător adjunct al Emiratului Islamic Afganistan                                | Sirajuddin Haqqani Emir adjunct al talibanilor (Șef de stat adjunct de facto)  | 15 august 2021     |
| Afganistan                 | Al doilea conducător adjunct al Emiratului Islamic Afganistan                           | Mohammad Yaqoob Emir adjunct al talibanilor (Șef de stat adjunct de facto)     | 15 august 2021     |
| Afganistan                 | Al treilea conducător adjunct al Emiratului Islamic Afganistan pentru probleme politice | Abdul Ghani Baradar Emir adjunct al talibanilor (Șef de stat adjunct de facto) | 15 august 2021     |
| Africa de Sud              | Președinte adjunct                                                                      | Paul Mashatile                                                                 | 7 martie 2023      |
| Angola                     | Vicepreședintǎ                                                                          | Esperança da Costa                                                             | 15 septembrie 2022 |
| Argentina                  | Vicepreședintǎ                                                                          | Victoria Villarruel                                                            | 10 decembrie 2023  |
| Azerbaidjan                | Primǎ vicepreședintǎ                                                                    | Mehriban Aliyeva                                                               | 21 februarie 2017  |
| Benin                      | Vicepreședintǎ                                                                          | Mariam Chabi Talata                                                            | 24 mai 2021        |
| Birmania · (vezi și : §5)  | Vicepreședinte al Comisiei pentru Securitate Națională și Pace                          | Soe Win                                                                        | 31 iulie 2025      |
| Birmania · (vezi și : §5)  | Vicepreședinte al Consiliului Administrativ al Statului                                 | funcție înlocuită                                                              | 31 iulie 2025      |
| Birmania · (vezi și : §5)  | Vicepreședinte al Consiliului Administrativ al Statului                                 | Soe Win                                                                        | 2 februarie 2021   |
| Birmania · (vezi și : §5)  | Vicepreședinte                                                                          | funcție vacantă                                                                | 1 februarie 2021   |
| Birmania · (vezi și : §5)  | Vicepreședinte                                                                          | funcție vacantă                                                                | 23 aprilie 2024    |
| Birmania · (vezi și : §5)  | Vicepreședinte                                                                          | funcție vacantă                                                                | 30 martie 2018     |
| Bolivia                    | Vicepreședinte                                                                          | David Choquehuanca                                                             | 8 noiembrie 2020   |
| Botswana                   | Vicepreședinte                                                                          | Ndaba Gaolathe                                                                 | 7 noirmbriee 2024  |
| Brazilia                   | Vicepreședinte                                                                          | Geraldo Alckmin                                                                | 1 ianuarie 2023    |
| Bulgaria                   | Vicepreședintă                                                                          | Iliana Iotova                                                                  | 22 ianuarie 2017   |
| Burkina Faso               | Primul vicepreședinte al Mișcării Patriotice pentru Salvare și Restaurare               | Ibambe L'Monsein                                                               | 30 septembrie 2022 |
| Burkina Faso               | Al doilea vicepreședinte al Mișcării Patriotice pentru Salvare și Restaurare            | funcție vacantă                                                                | 31 ianuarie 2022   |
| Burundi                    | Vicepreședinte                                                                          | Prosper Bazombanza                                                             | 24 iunie 2020      |
| Centrafricană, Republica   | Vicepreședinte                                                                          | funcție vacantă                                                                | 30 iulie 2023      |
| China (vezi și : §2)       | Vicepreședinte                                                                          | Han Zheng                                                                      | 10 martie 2023     |
| Cipru                      | Vicepreședinte                                                                          | funcție vacantă                                                                | iulie 1974         |
| Coasta de Fildeș           | Vicepreședinte                                                                          | Tiémoko Meyliet Koné                                                           | 19 aprilie 2022    |
| Columbia                   | Vicepreședintǎ                                                                          | Francia Márquez                                                                | 7 august 2022      |
| Coreeană, R.P.D.           | Prim vicepreședinte al Comisiei Afacerilor de Stat                                      | Choe Ryong Hae                                                                 | 11 aprilie 2019    |
| Coreeană, R.P.D.           | Vicepreședinte al Comisiei Afacerilor de Stat                                           | Kim Tok Hun                                                                    | 30 septembrie 2021 |
| Coreeană, R.P.D.           | Vicepreședinte al Comitetului Permanent al Adunării Populare Supreme                    | Kim Ho-chol                                                                    | 18 ianuarie 2023   |
| Coreeană, R.P.D.           | Vicepreședinte al Comitetului Permanent al Adunării Populare Supreme                    | Kang Yun Sok                                                                   | 30 septembrie 2021 |
| Costa Rica                 | Prim vicepreședinte                                                                     | funcție vacantă                                                                | 30 iulie 2025      |
| Costa Rica                 | Prim vicepreședinte                                                                     | Stephan Brunner                                                                | 8 mai 2022         |
| Costa Rica                 | A doua vicepreședintǎ                                                                   | Mary Munive                                                                    | 8 mai 2022         |
| Cuba                       | Vicepreședinte                                                                          | Salvador Valdés Mesa                                                           | 10 octombrie 2019  |
| Dominicană, Republica      | Vicepreședintă                                                                          | Raquel Peña de Antuña                                                          | 16 august 2020     |
| Ecuador                    | Vicepreședinte (succesive)                                                              | María José Pinto                                                               | 24 mai 2025        |
| Ecuador                    | Vicepreședinte (succesive)                                                              | Verónica Abad Rojas                                                            | 23 noiembrie 2023  |
| Egipt                      | Vicepreședinte                                                                          | funcție vacantă                                                                | 23 aprilie 2019    |
| El Salvador                | Vicepreședinte                                                                          | Félix Ulloa                                                                    | 1 iunie 2019       |
| Elveția                    | Vicepreședinte                                                                          | Guy Parmelin                                                                   | 1 ianuarie 2025    |
| Emiratele Arabe Unite      | Vicepreședinte                                                                          | șeic Mansour bin Zayed Al Nahyan                                               | 29 maetie 2023     |
| Emiratele Arabe Unite      | Vicepreședinte                                                                          | șeic Mohammed bin Rashid Al Maktoum                                            | 11 februarie 2006  |
| Filipine                   | Vicepreședintǎ                                                                          | Sara Duterte                                                                   | 30 iunie 2022      |
| Gabon                      | Vicepreședinți (succesivi)                                                              | Séraphin Moundounga                                                            | 5 mai 2025         |
| Gabon                      | Vicepreședinți (succesivi)                                                              | Joseph Owondault Berre (de tranziție)                                          | 11 septembrie 2023 |
| Gambia                     | Vicepreședinte                                                                          | Muhammad B.S. Jallow                                                           | 24 februarie 2023  |
| Ghana                      | Vicepreședinți (succesivi)                                                              | Jane Naana Opoku-Agyemang                                                      | 7 ianuarie 2025    |
| Ghana                      | Vicepreședinți (succesivi)                                                              | Mahamudu Bawumia                                                               | 7 ianuarie 2017    |
| Guatemala                  | Vicepreședintǎ                                                                          | Karin Herrera                                                                  | 15 ianuarie 2024   |
| Guineea Ecuatorială        | Vicepreședinte                                                                          | Teodoro Nguema Obiang Mangue ,                                                 | 22 iunie 2016      |
| Guyana                     | Primul vicepreședinte                                                                   | Mark Phillips                                                                  | 2 august 2020      |
| Guyana                     | Vicepreședinte                                                                          | Bharrat Jagdeo                                                                 | 2 august 2020      |
| Honduras                   | Prima vicepreședintǎ                                                                    | Doris Gutiérrez                                                                | 30 aprilie 2024    |
| Honduras                   | Al doilea vicepreședinte                                                                | funcție vacantă                                                                | 30 aprilie 2024    |
| Honduras                   | Al treilea vicepreședinte                                                               | Renato Florentino                                                              | 27 ianuarie 2022   |
| India                      | Vicepreședinte                                                                          | funcție vacantă                                                                | 21 iulie 2025      |
| India                      | Vicepreședinte                                                                          | Jagdeep Dhankhar                                                               | 11 august 2022     |
| Indonezia                  | Vicepreședinte                                                                          | Gibran Rakabuming Raka                                                         | 20 octombrie 2024  |
| Irak · (vezi și : §4)      | Vicepreședinte                                                                          | funcție vacantă                                                                | 2 octombrie 2018   |
| Irak · (vezi și : §4)      | Vicepreședinte                                                                          | funcție vacantă                                                                | 2 octombrie 2018   |
| Irak · (vezi și : §4)      | Vicepreședinte                                                                          | funcție vacantă                                                                | 2 octombrie 2018   |
| Iran                       | Prim vicepreședinte                                                                     | Mohammad Reza Aref                                                             | 28 iulie 2024      |
| Iran                       | Vicepreședinte și Șef al Organizației pentru Plan și Buget                              | Seyyed Hamid Pourmohammadi                                                     | 4 august 2024      |
| Iran                       | Vicepreședinte pentru Afaceri Legale                                                    | hojjatoleslam val-moslemin Majid Ansari                                        | 22 august 2024     |
| Iran                       | Vicepreședinți pentru Afaceri Parlamentare (succesivi)                                  | Mohsen Esmaeili                                                                | 15 aprilie 2025    |
| Iran                       | Vicepreședinți pentru Afaceri Parlamentare (succesivi)                                  | Shahram Dabiri Oskuei                                                          | 4 august 2024      |
| Iran                       | Vicepreședite pentru Știință, Tehnologie și Economie Bazată pe Cunoaștere               | Hossein Afshin                                                                 | 18 august 2024     |
| Iran                       | Vicepreședintǎ pentru Afacerile Femeilor și Familiei                                    | Zahra Behrouz Azar                                                             | 11 august 2024     |
| Iran                       | Vicepreședinte și Șef al Organizației pentru Energia Atomică                            | Mohammad Eslami                                                                | 29 august 2021     |
| Iran                       | Vicepreședinte și Șef al Fundației pentru Afacerile Martirilor și Veteranilor           | Saeed Ohadi                                                                    | 10 august 2024     |
| Iran                       | Vicepreședinte și Șef al Organizației Administrative și a Ocupării Forței de Muncă      | Alaeddin Rafizadeh                                                             | 17 septembrie 2024 |
| Iran                       | Vicepreședintǎ și Șefǎ a Departamentului pentru Mediu                                   | Shina Ansari                                                                   | 22 august 2024     |
| Iran                       | Vicepreședinte pentru Afacerile Executive                                               | Mohammad Jafar Ghaempanah                                                      | 1 august 2024      |
| Iran                       | Vicepreședinți pentru Afacerile Strategice (succesivi)                                  | Mohsen Esmaeili                                                                | 15 aprilie 2025    |
| Iran                       | Vicepreședinți pentru Afacerile Strategice (succesivi)                                  | Mohammad Javad Zarif                                                           | 7 august 2024      |
| Iran                       | Vicepreședinte pentru Dezvoltare Rurală, Regiunile Dezavantajate și Nomazi              | Abdolkarim Hosseinzadeh                                                        | 2 noiembrie 2024   |
| Iran                       | Vicepreședintǎ și Șefǎ a Organizației Naționale de Standardizare                        | Farzaneh Ansari                                                                | 6 decembrie 2024   |
| Kenya                      | Președinte adjunct                                                                      | Kithure Kindiki                                                                | 1 noiembrie 2024   |
| Kiribati                   | Vicepreședinte                                                                          | Teuea Toatu                                                                    | 19 iunie 2019      |
| Laos                       | Vicepreședintă                                                                          | Pany Yathortou                                                                 | 22 martie 2021     |
| Laos                       | Vicepreședinte                                                                          | Bounthong Chitmany                                                             | 22 martie 2021     |
| Liberia                    | Vicepreședinte                                                                          | Jeremiah Koung                                                                 | 22 ianuarie 2024   |
| Libia                      | Vicepreședinte al Consiliului Prezidențial                                              | Abdullah al-Lafi                                                               | 10 martie 2021     |
| Libia                      | Vicepreședinte al Consiliului Prezidențial                                              | Musa Al-Koni                                                                   | 10 martie 2021     |
| Malawi                     | Vicepreședinte                                                                          | Michael Usi                                                                    | 20 iunie 2024      |
| Maldive                    | Vicepreședinte                                                                          | Hussain Mohamed Latheef                                                        | 17 noiembrie 2023  |
| Mali                       | Vicepreședinte                                                                          | funcție vacantă                                                                | 25 mai 2021        |
| Mauritius                  | Vicepreședinte                                                                          | Robert Hungley                                                                 | 7 decembrie 2024   |
| Micronezia                 | Vicepreședinte                                                                          | Aren B. Palik                                                                  | 13 septembrie 2022 |
| Namibia                    | Vicepreședinte (succesive)                                                              | Lucia Witbooi                                                                  | 22 martie 2025     |
| Namibia                    | Vicepreședinte (succesive)                                                              | funcție vacantă                                                                | 21 martie 2025     |
| Namibia                    | Vicepreședinte (succesive)                                                              | Netumbo Nandi-Ndaitwah                                                         | 4 februarie 2024   |
| Nepal                      | Vicepreședinte                                                                          | Ram Sahaya Yadav                                                               | 20 martie 2023     |
| Nicaragua                  | Vicepreședinte                                                                          | funcție vacantă                                                                | 18 frbruarie 2025  |
| Nicaragua                  | Vicepreședinte                                                                          | Rosario Murillo                                                                | 10 ianuarie 2017   |
| Niger                      | Președinte adjunct al Consiliului Național pentru Salvarea Patriei                      | Salifou Modi                                                                   | 28 iulie 2023      |
| Nigeria                    | Vicepreședinte                                                                          | Kashim Shettima                                                                | 29 mai 2023        |
| Palau                      | Vicepreședintǎ                                                                          | Uduch Sengebau Senior                                                          | 21 ianuarie 2021   |
| Panama                     | Vicepreședinte                                                                          | funcție vacantă                                                                | 1 iulie 2024       |
| Paraguay                   | Vicepreședinte                                                                          | Pedro Alliana                                                                  | 15 august 2023     |
| Peru                       | Prim vicepreședinte                                                                     | funcție vacantă                                                                | 7 decembrie 2022   |
| Peru                       | Al doilea vicepreședinte                                                                | funcție vacantă                                                                | 23 martie 2018     |
| Samoa                      | Membru în Consiliul Deputaților                                                         | Tui Atua Tupua Tamasese Efi                                                    | 7 ianuarie 2025    |
| Samoa                      | Membru în Consiliul Deputaților                                                         | funcție vacantă                                                                | 21 iulie 2017      |
| Samoa                      | Membru în Consiliul Deputaților                                                         | Malietoa Moli II                                                               | 7 ianuarie 2025    |
| Samoa                      | Membru în Consiliul Deputaților                                                         | funcție vacantă                                                                | 2 aprilie 2018     |
| Samoa                      | Membri în Consiliul Deputaților (succesivi)                                             | Le Laulu Tiatia Mapesone Mapusua                                               | 7 ianuarie 2025    |
| Samoa                      | Membri în Consiliul Deputaților (succesivi)                                             | Le Mamea Ropati                                                                | 28 ianuarie 2016   |
| Seychelles                 | Vicepreședinte                                                                          | Ahmed Afif                                                                     | 26 octombrie 2020  |
| Sierra Leone               | Vicepreședinte                                                                          | Mohamed Juldeh Jalloh                                                          | 4 aprilie 2018     |
| Siria (vezi și : §5)       | Vicepreședinte                                                                          | funcție desființată                                                            | 29 ianuarie 2025   |
| Siria (vezi și : §5)       | Vicepreședinte                                                                          | funcție vacantă                                                                | 8 decembrie 2024   |
| Statele Unite ale Americii | Vicepreședinți (succesivi)                                                              | JD Vance                                                                       | 20 ianuarie 2025   |
| Statele Unite ale Americii | Vicepreședinți (succesivi)                                                              | Kamala Harris                                                                  | 20 ianuarie 2021   |
| Sudan · (vezi și : §5)     | Vicepreședinte al Consiliului de Tranziție al Suveranității                             | Malik Agar                                                                     | 19 mai 2023        |
| Sudanul de Sud             | Prim vicepreședinte                                                                     | Riek Machar                                                                    | 21 februarie 2020  |
| Sudanul de Sud             | Al doilea vicepreședinte (succesivi)                                                    | Benjamin Bol Mel                                                               | 12 februarie 2025  |
| Sudanul de Sud             | Al doilea vicepreședinte (succesivi)                                                    | James Wani Igga                                                                | 21 februarie 2020  |
| Sudanul de Sud             | Al treilea vicepreședinte                                                               | Taban Deng Gai                                                                 | 21 februarie 2020  |
| Sudanul de Sud             | A patra vicepreședintǎ                                                                  | Rebecca Nyandeng Garang                                                        | 21 februarie 2020  |
| Sudanul de Sud             | Al cincilea vicepreședinte (succesivi)                                                  | Josephine Lagu Yang                                                            | 12 februarie 2025  |
| Sudanul de Sud             | Al cincilea vicepreședinte (succesivi)                                                  | Hussein Abdelbagi                                                              | 21 februarie 2020  |
| Surinam                    | Vicepreședinți (succesivi)                                                              | Gregory Rusland                                                                | 16 iulie 2025      |
| Surinam                    | Vicepreședinți (succesivi)                                                              | Ronnie Brunswijk                                                               | 16 iulie 2020      |
| Tanzania · (vezi și : §4)  | Vicepreședinte                                                                          | Philip Mpango                                                                  | 31 martie 2021     |
| Turcia                     | Vicepreședinte                                                                          | Cevdet Yılmaz                                                                  | 4 iulie 2023       |
| Uganda                     | Vicepreședintǎ                                                                          | Jessica Alupo                                                                  | 21 iunie 2021      |
| Uruguay                    | Vicepreședinte (succesive)                                                              | Carolina Cosse                                                                 | 1 martie 2025      |
| Uruguay                    | Vicepreședinte (succesive)                                                              | Beatriz Argimón                                                                | 1 martie 2020      |
| Venezuela                  | Vicepreședintă executivă                                                                | Delcy Rodríguez                                                                | 14 iunie 2018      |
| Vietnam                    | Vicepreședintǎ                                                                          | Vo Thi Anh Xuan                                                                | 6 aprilie 2021     |
| Yemen · (vezi și : §5)     | Vicepreședinte al Consiliului Prezidențial de Conducere                                 | Aidarus al-Zoubaidi (corevendicator începând cu 24 august 2022?)               | 7 aprilie 2022     |
| Yemen · (vezi și : §5)     | Vicepreședinte al Consiliului Prezidențial de Conducere                                 | Tareq Saleh (corevendicator începând cu 24 august 2022?)                       | 7 aprilie 2022     |
| Yemen · (vezi și : §5)     | Vicepreședinte al Consiliului Prezidențial de Conducere                                 | Sultan Ali al-Arada (corevendicator începând cu 24 august 2022?)               | 7 aprilie 2022     |
| Yemen · (vezi și : §5)     | Vicepreședinte al Consiliului Prezidențial de Conducere                                 | Abed al-Rahman Abu Zara’a (corevendicator începând cu 24 august 2022?)         | 7 aprilie 2022     |
| Yemen · (vezi și : §5)     | Vicepreședinte al Consiliului Prezidențial de Conducere                                 | Abdullah al-Alimi Bawazeer (corevendicator începând cu 24 august 2022?)        | 7 aprilie 2022     |
| Yemen · (vezi și : §5)     | Vicepreședinte al Consiliului Prezidențial de Conducere                                 | Othman Hussein Megali (corevendicator începând cu 24 august 2022?)             | 7 aprilie 2022     |
| Yemen · (vezi și : §5)     | Vicepreședinte al Consiliului Prezidențial de Conducere                                 | Faraj Salmin al-Buhsani (corevendicator începând cu 24 august 2022?)           | 7 aprilie 2022     |
| Zambia                     | Vicepreședintǎ                                                                          | Mutale Nalumango                                                               | 24 august 2021     |
| Zimbabwe                   | Prim vicepreședinte                                                                     | Constantino Chiwenga                                                           | 28 decembrie 2017  |
| Zimbabwe                   | Al doilea vicepreședinte                                                                | Kembo Mohadi                                                                   | 8 septembrie 2023  |

## State independente recunoscute parțial
| Statul și statutul     | Separat din | Funcția        | Numele          | Începând cu       |
| ---------------------- | ----------- | -------------- | --------------- | ----------------- |
| Abhazia (vezi și : §5) | Georgia     | Vicepreședinte | Beslan Bigvava  | 2 aprilie 2025    |
| Abhazia (vezi și : §5) | Georgia     | Vicepreședinte | funcție vacantă | 19 noiembrie 2024 |
| Taiwan                 | China       | Vicepreședinte | Lai Ching-te    | 20 mai 2024       |

## State independente nerecunoscute
| Statul și statutul | Separat din | Funcția        | Numele              | Începând cu      |
| ------------------ | ----------- | -------------- | ------------------- | ---------------- |
| Somaliland         | Somalia     | Vicepreședinte | Mohamed Aw-Ali Abdi | 2 decembrie 2024 |

## Entități cu statut apropiat de cel de stat
| Entitate                           | Funcția        | Numele            | Începând cu     |
| ---------------------------------- | -------------- | ----------------- | --------------- |
| Autoritatea Națională Palestiniană | Vicepreședinte | Hussein al-Sheikh | 26 aprilie 2025 |

## Teritorii nesuverane
| Teritoriu                                                     | Suveranitate      | Funcția                                                                             | Numele                             | Începând cu        |
| ------------------------------------------------------------- | ----------------- | ----------------------------------------------------------------------------------- | ---------------------------------- | ------------------ |
| Bougainville, Insulele                                        | Papua Noua Guinee | Vicepreședinte                                                                      | Patrick Nisira                     | 25 septembrie 2020 |
| , Galmudug                                                    | Somalia           | Vicepreședinte                                                                      | Ali Dahir Eid                      | 12 aprilie 2020    |
| Hirshabeelle                                                  | Somalia           | Vicepreședinte                                                                      | Yusuf Ahmed Hagar Dabageed         | 12 noiembrie 2020  |
| Jubaland                                                      | Somalia           | Prim vicepreședinte                                                                 | Mahmoud Sayid Adan                 | 15 mai 2016        |
| Jubaland                                                      | Somalia           | Al doilea vicepreședinte                                                            | funcție vacantă                    | 28 iunie 2025      |
| Jubaland                                                      | Somalia           | Al doilea vicepreședinte                                                            | Abdulkadir Haji Mohamed Luga-Dhere | 16 august 2015 ?   |
| Khatumo (Administrația Centralǎ Sool, Sanaag și Cayn-Khatumo) | Somalia           | transformat în statul regional Somalia de Nord-Est                                  |                                    | 30 iulie 2025      |
| Khatumo (Administrația Centralǎ Sool, Sanaag și Cayn-Khatumo) | Somalia           | Vicepreședinte al Comitetului Central Administrativ al Sool, Sanaag și Cayn-Khatumo | Mohamed Abdi Ismail                | 5 august? 2023     |
| Kurdistanul Irakian                                           | Irak              | Prim vicepreședinte                                                                 | Mustafa Said Qadir                 | iulie 2019         |
| Kurdistanul Irakian                                           | Irak              | Al doilea vicepreședinte                                                            | Jaafar Sheikh Mustafa              | iulie 2019         |
| Puntland                                                      | Somalia           | Vicepreședinte                                                                      | Ilyas Osman Lugatoor               | 11 ianuarie 2024   |
| Zanzibar, Arhipelagul                                         | Tanzania          | Prim vicepreședinte                                                                 | Othman Masoud Sharif               | 2 martie 2021      |
| Zanzibar, Arhipelagul                                         | Tanzania          | Al doilea vicepreședinte                                                            | Hemed Suleiman Abdalla             | 8 noiembrie 2020   |

## Guverne în exil și / sau alternative
| Teritoriu                                        | Suveranitate și statut | Funcția                                                                                | Numele                                                                     | Începând cu        |
| ------------------------------------------------ | --- | -------------------------------------------------------------------------------------- | -------------------------------------------------------------------------- | ------------------ |
| Republica Autonemă Abhazia                       | Georgia · Abhazia · (Guvernul Republicii Autoneme Abhazia)                                                                 | Președinte adjunct al Consiliului Suprem                                               | Elguja Gvazava                                                             | 8 aprilie 2019     |
| Guvernul de Unitate Națională al Birmaniei       | Birmania · (Guvern în exil care se pretinde ca fiind guvernul legitim al Birmaniei)                                        | Vicepreședinte                                                                         | Duwa Lashi La (corevendicator din 16 aprilie 2021 până în 23 aprilie 2024) | 16 aprilie 2021    |
| Guvernul Sirian Interimar                        | Guvernul sirian de tranziție (Guvern alternativ al opoziției siriene)                                                      | guvern autodizolvat                                                                    |                                                                            | 29 martie 2025     |
| Guvernul Sirian Interimar                        | Guvernul sirian de tranziție (Guvern alternativ al opoziției siriene)                                                      | Vicepreședinte al Coaliției Naționale a Forțelor de Opoziție și a Revoluției din Siria | Abdulmajeed Barakat                                                        | 14 septembrie 2023 |
| Guvernul Sirian Interimar                        | Guvernul sirian de tranziție (Guvern alternativ al opoziției siriene)                                                      | Vicepreședinte al Coaliției Naționale a Forțelor de Opoziție și a Revoluției din Siria | Abdel Hakim Bashar                                                         | 30 iunie 2019      |
| Guvernul Sirian Interimar                        | Guvernul sirian de tranziție (Guvern alternativ al opoziției siriene)                                                      | Vicepreședintă a Coaliției Naționale a Forțelor de Opoziție și a Revoluției din Siria  | Dima Moussa                                                                | 14 septembrie 2023 |
| Guvernul Pǎcii și Unitǎții al Sudanului          | Sudan Guvernul Consiliului de Tranziție al Suveranității al Sudanului (Guvern instituit de Alianța Fondatoare a Sudanului) | Vicepreședinte al Consiliului Prezidențial                                             | Abdelaziz al-Hilu                                                          | 26 iulie 2025      |
| Guvernul Schimbării și Construcției al Yemenului | Yemen · (Guvern alternativ al Consiliului Politic Suprem)                                                                  | Președinte adjunct al Consiliului Politic Suprem                                       | Sadeq Amin Abu Rass . (corevendicator începând cu 24 august 2022?)         | 24 august 2022?    |
| Consiliul de Tranziție al Sudului Yemenului      | Yemen · (Guvernul Consiliului de Tranziție al Sudului Yemenului)                                                           | Vicepreședinte al Consiliului                                                          | Abdul Rahman Salih Zain Al Mahrami (Abu Zaraa)                             | 9 mai 2023         |
| Consiliul de Tranziție al Sudului Yemenului      | Yemen · (Guvernul Consiliului de Tranziție al Sudului Yemenului)                                                           | Vicepreședinte al Consiliului                                                          | Faraj Salmeen Muhammad Al-Bahsani                                          | 11 mai 2023        |
| Consiliul de Tranziție al Sudului Yemenului      | Yemen · (Guvernul Consiliului de Tranziție al Sudului Yemenului)                                                           | Vicepreședinte al Consiliului                                                          | Ahmed Saeed bin Braik                                                      | 11 mai 2023        |